# (100905) 1998 KY11
(100905) 1998 KY11 es un asteroide perteneciente al cinturón de asteroides, región del sistema solar que se encuentra entre las órbitas de Marte y Júpiter, más concretamente a la familia de 1997FA4, descubierto el 26 de mayo de 1998 por el equipo del Spacewatch desde el Observatorio Nacional de Kitt Peak, Arizona, Estados Unidos.

## Designación y nombre
Designado provisionalmente como 1998 KY11. 

## Características orbitales
1998 KY11 está situado a una distancia media del Sol de 3,192 ua, pudiendo alejarse hasta 3,300 ua y acercarse hasta 3,085 ua. Su excentricidad es 0,033 y la inclinación orbital 15,79 grados. Emplea 2083,98 días en completar una órbita alrededor del Sol.

## Características físicas
La magnitud absoluta de 1998 KY11 es 14,5. Tiene 7,027 km de diámetro y su albedo se estima en 0,062. 